# Varga Szabolcs (színművész)
Varga Szabolcs (Sopron, 1973. szeptember 23. –) magyar színész.

## Életpályája
Sopronban született 1973-ban. Színészként a Nemzeti Színház Színiakadémián végzett 1995-ben. Szerepelt a Várszínházban is. 1995-től a Soproni Petőfi Színházhoz szerződött. Vendégként játszott a Ruttkai Éva Színházban. 2002-től szabadfoglalkozású színművész.

## Színházi szerepeiből
- William Shakespeare
  - Hamlet – Cornelius; Követ
  - Sok hűhó semmiért – Conrado
- Anton Pavlovics Csehov: Cseresznyéskert – Jasa, fiatal inas
- Luigi Pirandello: IV. Henrik – Bertoldo
- Arthur Schnitzler: Beláthatatlan táj – Gustl, Frau von Wahl gyermeke
- Arthur Miller: A salemi boszorkányok – Herrick, porkoláb
- Max Frisch: Andorra – Valaki
- Stephen Poliakoff:  – és te, szépségem, igen-igen, te – (Cukorváros) – Rex
- Eduardo De Filippo: Szombat, vasárnap, hétfő – Roberto
- Jorge Amado – Pozsgai Zsolt – Gerendás Péter: A tenger szerelmesei – Rodolfo
- Aldo Nicolaj: Hamlet pikáns szószban – Laertes, félsportoló
- John Kander – Fred Ebb – Bob Fosse: Chicago – Aaron
- Joe Masteroff – John Kander – Fred Ebb: Kabaré – Német matróz
- Pierre Barillet – Jean-Pierre Grédy – Nádas Gábor – Szenes Iván: A kaktusz virága – Igor
- Alexandre Breffort – Marguerite Monnot: Irma, te édes – Jojo
- Madách Imre – Marno János – Papp Gyula: Az első sírásó – Ábel; Második gladiátor; Márki; Bankár
- Szigligeti Ede: Liliomfi – Schwartz Adolf, pesti fogadós fia
- Tamási Áron
  - Ábel – Fuszulán, a rabló; Komisszár; Konferanszié
  - Csalóka szivárvány – Aba, unoka
- Hervé: Nebáncsvirág – Gerard, hadnagy

## Filmek, tv
- Az öt zsaru (sorozat)

– Gyerekcsínyek című rész (1999) ... Zoli